# Les Déchaînements pervers de Manuela
Pour plus de détails, voir Fiche technique et Distribution.
Les Déchaînements pervers de Manuela est un  film d'espionnage érotique italien écrit et réalisé par Joe D'Amato (crédité comme John Bird), sorti en 1983. 
Le film est un remontage de Voluptueuse Laura, Emanuelle et les derniers cannibales, Emanuelle et les filles de Madame Claude ou encore de Porno Esotic Love, tous réalisés par D'Amato. Plusieurs scènes ont été prises de ces films puis collées les unes aux autres, créant une nouvelle histoire à l'apparence inédite tandis qu'un nouveau doublage modifie les anciens dialogues. 

## Synopsis
Mi-journaliste, mi-agent de la CIA, la belle Manuela photographie des documents secrets pour un milliardaire de l'Est et elle est chargée de faire un reportage sur la prostitution. C'est ainsi qu'elle va se retrouver à Hong Kong afin de séduire deux jeune femmes soupçonnées de trahison avant de se faire passer pour une danseuse afin de démanteler un réseau de drogues international.

## Fiche technique
- Titre : Les Déchaînements pervers de Manuela[1]
- Titre original : Il mondo perverso di Beatrice
- Réalisation : Joe D'Amato (sous le nom de John Bird)
- Scénario : Joe D'Amato (sous le nom d'Aristide Massaccesi)
- Montage : Vanio Amici
- Musique : Detto Mariano
- Production : Paolo Moffa
- Société de production : Cinema 80
- Société de distribution : Les Films Tricolores
- Pays d'origine :  Italie
- Langue originale : italien
- Format : couleur
- Genre : espionnage, érotique
- Durée : 85 minutes
- Dates de sortie : 
  -  France : 20 juillet 1983

## Distribution
- Laura Gemser : Manuela / Emanuelle (images d'archives)
- Gabriele Tinti : Steve Barclay / Barkley (images d'archives)
- Mark Shannon : Misha Albertson / Pierson (images d'archives)
- Annj Goren (sous le nom d'« Anna Goren ») : Iris (images d'archives)
- Ely Galleani : Susan Towers (images d'archives)
- George Eastman : Jacob (images d'archives)
- Dirce Funari : Tanya (images d'archives)
- Lucia Ramirez : Ines (images d'archives)
- Michele Starck : Betsy Crane (images d'archives)
- Venantino Venantini : Giorgio Rivetti (images d'archives)